# Brzezie (powiat pleszewski)
Brzezie – wieś w Polsce, położona w województwie wielkopolskim, w powiecie pleszewskim, w gminie Pleszew.
W latach 1975–1998 miejscowość należała administracyjnie do województwa kaliskiego.
Historia miejscowości od czasów osady kultury Łużyckiej i Przeworskiej (1200 p.n.e. - 1000 p.n.e) do czasów współczesnych została spisana w publikacji "Dzieje miejscowości Brzezie w świetle źródeł"
Jan Lutek (Lutkowic) urodził się w Brzeziu w 1405. 

## Atrakcje turystyczne
- Kompleks wigwamów